# Xu Yanmei
Xu Yanmei (Nanchang, República Popular China, febrero de 1971) es una clavadista o saltadora de trampolín china especializada en plataforma de 10 metros, donde consiguió ser campeona olímpica en 1988.

## Carrera deportiva
En los Juegos Olímpicos de 1988 celebrados en Seúl (Corea del Norte) ganó la medalla de oro en los saltos desde la plataforma de 10 metros, con una puntuación de 445 puntos, por delante de las estadounidenses Michele Mitchell (plata con 436 puntos) y Wendy Williams (bronce con 400 puntos).